# Hamadi Bouchraya Jamaa

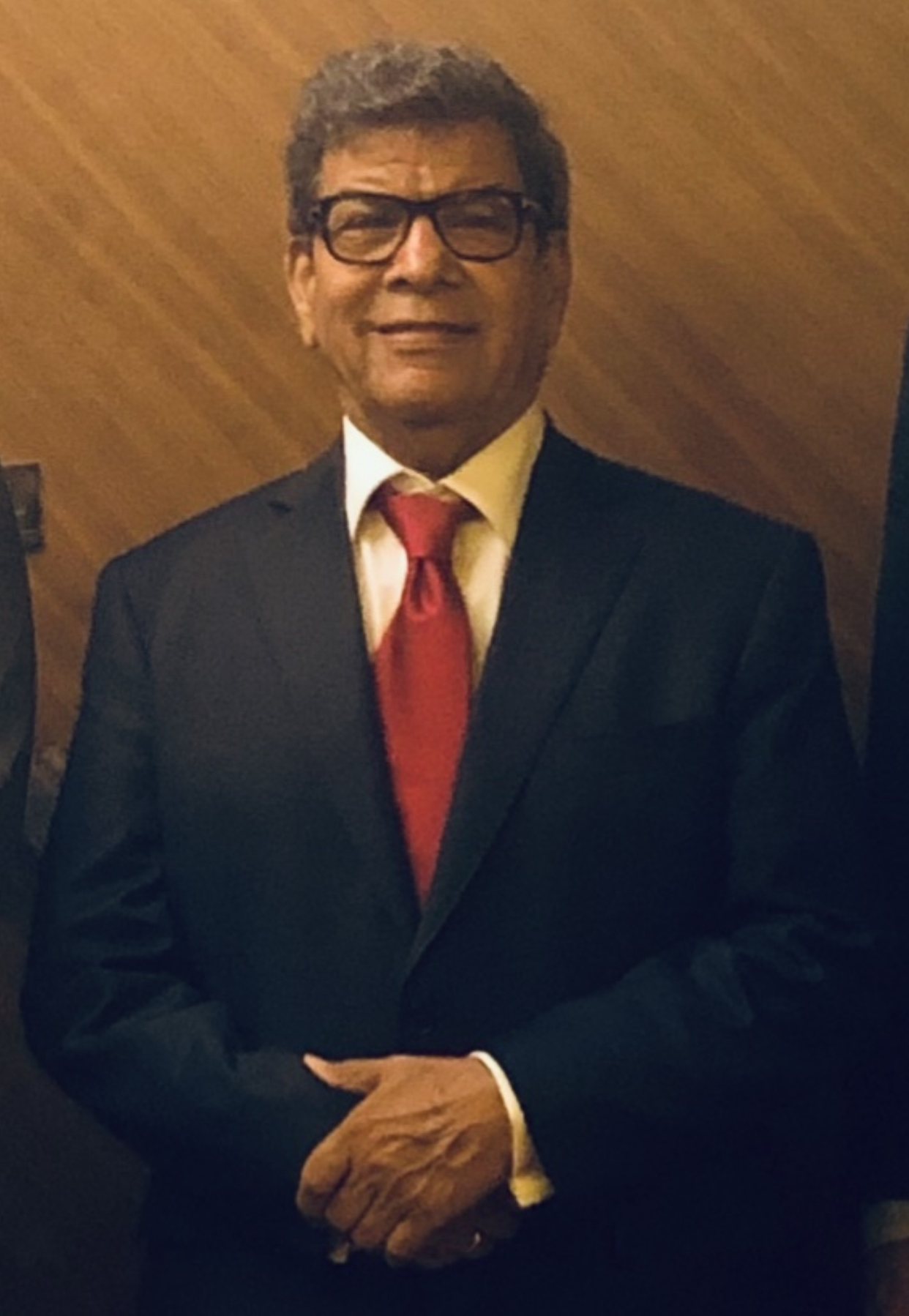
El empresario y diplomático Hamadi Bouchraya Jamaa en Estambul 19/07/2019

Hamadi Bouchraya Jamaa, Hamadi ould Bouchraya ould Jamaa y también Hamadi Bouchraya Emhamed Jamaa (El Aiún, 1 de enero de 1949-Barcelona 17 de diciembre de 2021) fue un empresario y diplomático español de origen saharaui, afincado principalmente en Nuakchot, Mauritania. Desde 1995 estuvo destinado en Guinea-Bisáu en calidad de cónsul honorario de España en este país. Hamadi Participó en la repatriación de españoles cuando estalló la guerra civil en Guinea-Bisáu en junio de 1998. Por tal motivo fue condecorado y se le otorgó por parte del ministro de justicia español Juan Fernando López Aguilar, la Orden del Mérito Civil.

## Biografía
Hamadi Bouchraya Jamaa nació en El Aiún, Sahara Español en 1949, desde joven fue simpatizante del movimiento independentista Frente Polisario. En noviembre de 1975, después de fallecer el caudillo español Francisco Franco, el reino de Marruecos invade el Sahara Español mediante la conocida marcha verde. Miles de saharauis entre ellos Hamadi y su familia se vieron obligados a exiliarse en los campamentos de refugiados de Tinduf, Argelia.
Tras años en la Hamada y después de ocupar diversos cargos de gestión en la autoproclamada República Árabe Saharaui Democrática ( RASD ), decidió emigrar a Guinea-Bisáu, país en el que inicia sus actividades de empresariado. Por ser ciudadano español y conexión directa con la embajada de España en Dakar, se le ofreció en 1998 la representación del consulado honorario de España en Bisáu. Labor que desempeñó hasta el año 2004. Por sus buenas relaciones con Mauritania ostentó también en el año 2005 la representación del consulado honorario de este país en Guinea-Bisáu, cargo que ocupó de manera intermitente hasta el 2010.
En el año 2006 se traslada definitivamente a Nuakchot, capital de Mauritania, donde crearía el grupo HB, un holding empresarial multidisciplinar, del cual sería su presidente y director general.
El 6 de agosto de 2008 se produce en Mauritania el golpe de Estado que derrocaría al gobierno de Sidi Uld Cheij Abdallahi. Hamadi era simpatizante del nuevo gobierno y estrecho lazos con su presidente Mohamed Uld Abdelaziz.
Con el apoyo del gobierno mauritano, Hamadi llegó a ser uno de los artífices de las buenas relaciones comerciales entre Mauritania y Argelia, participó de manera activa en el desarrollo del país, fomentando la inversión extranjera y desarrollando sectores tales como la construcción, el crecimiento urbano, la agricultura y las energías renovables. Fue presidente del consejo de administración de Soboma, la sociedad de bebidas mauritana, que distribuye la coca cola entre otras bebidas en Mauritania. Ostentó en Mauritania la representación en exclusiva de vehículos Kia, Safcer, Sonalika, Géant Electrique, Hiundai y Shacman entre otras.   
El empresario y diplomático Hamadi Bouchraya Jamaa sufrió a finales del año 2020 una fuerte subida de tensión, la que desembocó en problemas cardíacos y fueron motivo de su fallecimiento la noche del 17 de diciembre de 2021 en la ciudad de Barcelona.